# Brownsboro Village
Brownsboro Village é uma cidade localizada no estado americano de Kentucky, no Condado de Jefferson.

## Demografia
Segundo o censo americano de 2000, a sua população era de 318 habitantes. 
Em 2006, foi estimada uma população de 323, um aumento de 5 (1.6%).

## Geografia
De acordo com o United States Census Bureau tem uma área de 
0,2 km², dos quais 0,2 km² cobertos por terra e 0,0 km² cobertos por água.

## Localidades na vizinhança
O diagrama seguinte representa as localidades num raio de 4 km ao redor de Brownsboro Village. 